# Hohlwege (Flensburg)

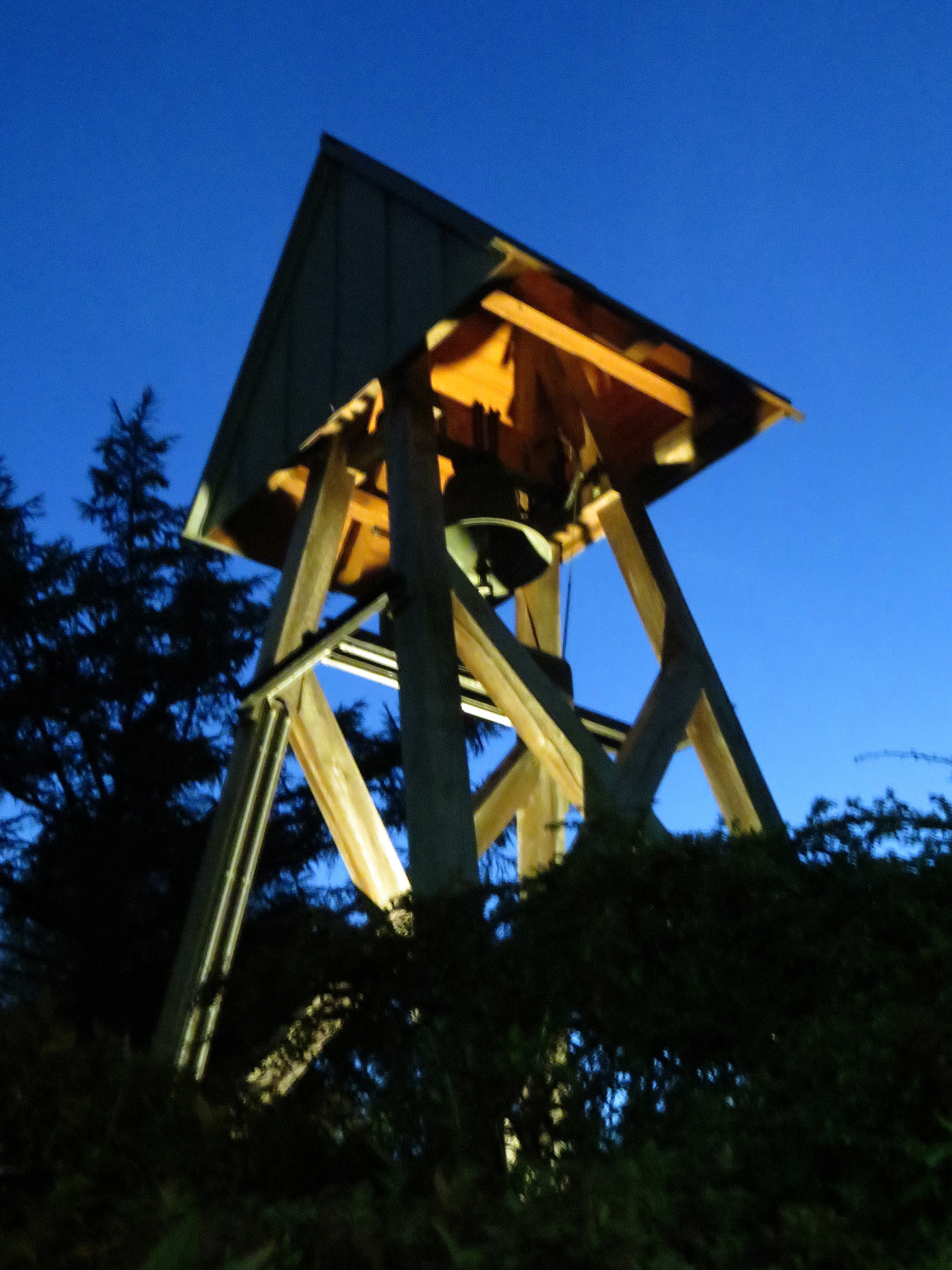
Der hölzerne Glockenturm der kleinen St. Hans-Kirche in der Kappelner Straße (früher Süderhohlweg genannt) zur Nacht

Hohlwege (dänisch: Hulvejene) ist der Name eines Gebietes der Stadt Flensburg, oberhalb des Hafermarktes, das heutzutage zum großen Teil zum Stadtteil Jürgensby und teilweise auch zum Stadtteil Sandberg gehört.

## Geschichte
Da Flensburgs Stadtkern sich im Tal um die Fördespitze herum bildete, führten die Wege in die Stadt über die westlich und östlich liegenden Höhenränder. Schon beim Anlegen der Wege musste man wohl die besagten steilen Ränder ein wenig abflachen, in dem man sich durch die Ränder hindurchgrub. Durch die jahrhundertelange Nutzung durch Fuhrwerke sowie abfließendes Regenwasser gruben sich diese Wege immer tiefer in den Boden, womit Flensburgs Hohlwege entstanden.
Das Gebiet Hohlwege bestand früher aus mehreren Hohlwegen sowie dem dortigen Bredeberg (Bredebjerg), weshalb das Gebiet auch manchmal als Hohlwege und Bredeberg bezeichnet wurde und wird. Zum Ende des 18. Jahrhunderts bildete sich im besagten Gebiet ein Kleineleuteviertel, deren Bewohner in der Stadt arbeiteten. Damals gehörte das Gebiet noch zum Amtsgrund, obwohl es nahe der Stadt lag. Das Gebiet Hohlwege bestand und besteht im Einzelnen aus der Kappelner Straße (Kappelgade), die früher den Namen Süderhohlweg trug und dem unteren Teil der Glücksburger Straße (Lyksborggade), die den Namen Norderhohlweg trug. Der obere Teil der Straße gehörte nicht zum Gebiet Hohlwege. Weil der Norderhohlweg früher besonders feucht gewesen ist, wurde er auch Wasserhohlweg genannt. Der Schulgang (Skolesti) über den man direkt von dem einen zum anderen Hohlweg gelangen kann, wenn man nicht den Umweg über den Hafermarkt wählt, ist seit dem Jahr 1627 bezeugt. Auch damals gelangte man schon über den Weg zu einer dort ansässigen kirchlichen Schule St. Jürgens. Auf den kleinen Bredeberg am Hohlweg wurde die erste Kate im Jahre 1735 erbaut. Der Name Bredeberg ist seit dem Jahr 1746 bezeugt. Im 19. Jahrhundert befand sich auf dem kleinen Berg der Pölskrug. 1856 wurde die Hohlwegschule im Norderhohlweg gegründet, deren heutiges Schulgebäude 1884 nach Entwürfen des Architekten Otto Fielitz entstand.
Seit dem Jahr 1876 war die Straße Bredeberg beim gleichnamigen kleinen Berg im Adressbuch zu finden. Das besagte Gebiet Hohlwege mit einer Fläche von 5,5, Hektar. wurde im Jahre 1877 eingemeindet. Nach der Eingemeindung erhielten die beiden Hohlwege jeweils am 20. Juli 1881 ihren neuen Namen. Der Norderhohlweg erhielt den Namen Glücksburger Straße, weil man über diesen Weg nach Glücksburg gelangte und über den Süderhohlweg beziehungsweise die Kappelner Straße gelangte man weiter nach Angeln und schließlich bis nach Kappeln. Noch heute ist der Hohlwegcharakter der beiden Straßen gut erkennbar. Die dort befindlichen Böschungen werden durch Feldsteinmauern gestützt. Im Jahre 1949 wurde die kleine dänische Kirche, die St. Hans-Kirche (Sankt Hans-Kirke), dort eingerichtet und geweiht. Sie ist sowohl nicht mit der Johanniskirche (Sankt Hans Kirke) zu verwechseln, die im nahgelegenen Johannisviertel zu finden ist, als auch nicht mit der Johanniskirche (Sankt Hans Kirke) in Adelby zu verwechseln.

## Sage vom krähenden Hahn
Einer Sage nach lebte östlich von Flensburg in Dollerupholz einst eine Hexe, die hexen konnte, was sie wollte. Eines Tages wollte sie, wie viele andere es schon gewesen sind, auch einmal in die Stadt. Sie ließ sich von einem Bauern auf dessen Fuhrwerk mitnehmen. Als sie durch einen der Hohlwege oberhalb der Stadt fuhren, fragte der Bauer sie: „Kannst Du Flensburg sehen?“ Sie antwortete: „Nein, durch die vielen Häuser kann ich es doch gar nicht sehen.“ Der Bauer stellte daraufhin fest: „Du bist ja nicht gescheit! Das hätte ich nicht gedacht. Ich bin gescheiter als du. Die vielen Häuser sind doch Flensburg!“ Das verärgerte die Hexe. Sogleich verwünschte sie den Bauern in einen Hahn. Noch heute kräht er des Nachts in den Hohlwegen Flensburgs herum. (Vgl. in diesem Zusammenhang auch Blocksberg (Flensburg))

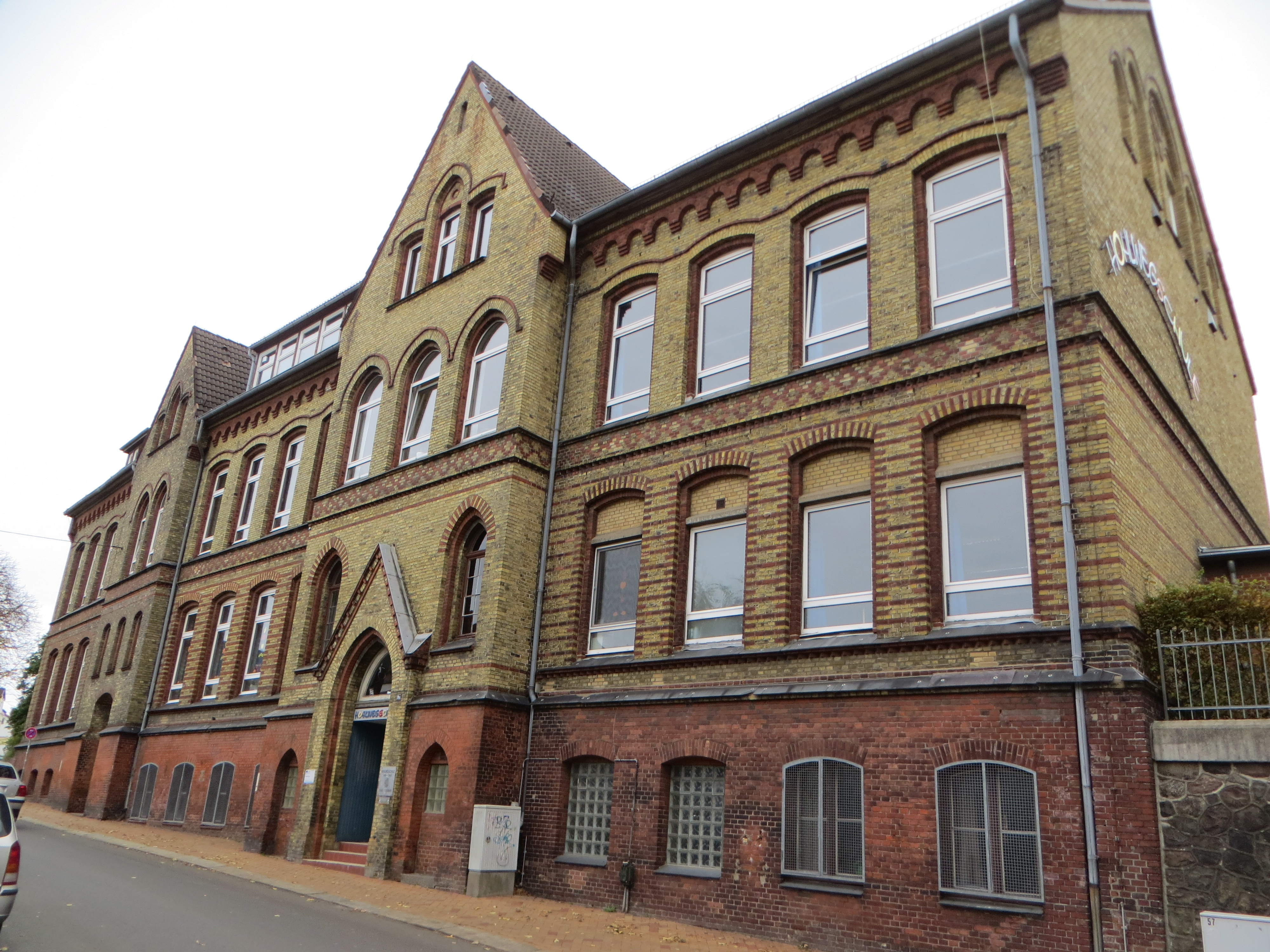
Hohlwegschule, 2013

## Das Gebiet heutzutage
Heutzutage ist dort neben der alten Grundschule, die weiterhin den Namen Hohlwegschule trägt, die dänische Jørgensby-Skolen ansässig, die offenbar irgendwann in der zweiten Hälfte des 20. Jahrhunderts entstand. Sie ist nicht mit der älteren St.-Jürgen-Schule zu verwechseln. Auch die kleine dänische Kirche ist dort noch weiterhin zu finden. Der Nahversorgung in dem Gebiet dient der Penny-Markt, am Ende der Kappelner Straße, gegenüber der Kirche. Am Ende der Kappelner Straße beginnt die Straße Adelbylund (Vgl. Adelbylund), wo sich die St. Johannis Mühle befindet. Auf dem kleinen Bredeberg befindet sich ein größeres Einfamilienhaus, welches eine Plakette Schönes Haus des Verschönerungsvereins Flensburg trägt. An den Namen des Berges erinnert auch heute noch die gleichnamige Straße.

## Weitere Hohlwege Flensburgs
- Marienstraße (Mariegade)[27], liegt auf der Westseite Flensburgs. Das Grundbuch von 1436 bezeugt, dass sie damals als Hohlweg eingestuft wurde. Ihre Hohlweggestalt ist heutzutage aber kaum noch zu erahnen.[28]
- Junkerhohlweg (Junker Hulvej)[29], liegt auf der Westseite Flensburgs, nahe dem Gebiet, wo die Duburg stand.[1] Der Hohlwegcharakter ist heutzutage noch im oberen Bereich bei der Duburger Straße (Duborggade)[30] sehr gut durch die hohe Stützmauer aus Feldsteinen erkennbar.[2]